# Sweet Alyssum
Sweet Alyssum è un film muto del 1915 diretto da Colin Campbell. È basato sulla storia breve Sweet Alyssum: A Story of the Indiana Oil Fields di Charles Major pubblicato su The Red Book Magazine nel maggio 1911.

## Trama
Trama (EN)  su AFI

## Produzione
Il film fu prodotto dalla Selig Polyscope Company. Venne girato a Los Angeles, al Selig Mission Zoo, al 3800 di Mission Road, Lincoln Heights.

## Distribuzione
Distribuito dalla V-L-S-E, il film uscì nelle sale cinematografiche statunitensi il 15 novembre 1915.
La Grapevine Video lo ha distribuito in DVD (NTSC) il 15 novembre 2013